# Hydraena yonaguniensis
Hydraena yonaguniensis är en skalbaggsart som beskrevs av Manfred A. Jäch och Díaz 2003. Hydraena yonaguniensis ingår i släktet Hydraena och familjen vattenbrynsbaggar. Inga underarter finns listade i Catalogue of Life.